# 布拉德利·威金斯
布拉德利·威金斯爵士，CBE（Sir Bradley Wiggins，1980年4月28日—），生於比利时根特，英国自行车运动员。
2009年獲得環法第三名，但是他當時並沒有站在頒獎台上，因藍斯·阿姆斯壯2012年因禁藥事件，成績被取消而補上。
2012年7月22日，获得2012年环法自行车赛的总冠军，成为首位获得环法自行车赛总冠军的英国车手。
2015年，威金斯打破了世界自行车最快时速记录。
2016年12月28日，威金斯宣布退役。